# Marvels
Marvels (укр. Дива) — це обмежена серія коміксів про супергероїв Marvel. Сценарій написав Кьорт Бусіек, який проілюстрував своїм малюнком Алекс Росс та відредагував Маркус Мак-Лаурін. Історія була публікувалася видавництвом Marvel Comics у 1994 році, протягом чотирьох місяців.
Відбуваючись у 1939-1974 роках, серія розглядає всесвіт Marvel під іншим кутом, а саме з точки зору персонажа-обивателя, фотографа Філа Шелдона. З кожним новим випуском приземлена історія зображує звичайне життя у світі, повному костюмованих супергероїв, а також дивує безліччю найдрібніших деталей і переказом найвідоміших подій у всесвіті Marvel.
«Marvels» виграла множинні нагороди і встановила кар'єри Кьорта Бусіека і Алекса Росса, які обидва повернулися до цієї теми, «повсякденного життя у всесвіті супергероїв», у пізнішій серії коміксів від Homage Comics, під назвою Astro City.
Серія Воррена Елліса під назвою Ruins повернулася до цієї теми у 1995 році, але пряме продовження серії Кьорта було розроблено лише у 2008 році з випуском «Marvels: Eye of the Camera».

## Синопсис
Ласкаво просимо у місто Нью-Йорк. Тут вулицями бродять палаючі фігури, люди у яскравих костюмах зустрічаюсь у битвах через скляні та бетонні стіни будевель, а істоти з космосу загрожують поглинути планету. Станьте свідком народження всесвіту Marvel очима горезвісного вуличного фотографа Daily Bugle Філа Шелдона.

## Нагороди
- Краща серія
- Кращий художник, Алекс Росс
- Кращий дизайн
- Номінація на Кращу обкладинку, Алекса Росса
- Номінація на Кращий синґл-випуск, за Marvels #2 "Monsters"

## Продовження
Після оригіналу, Marvel розпочала публікувати подібну обмежену серію, з тим же заголовком, але з іншими сценаристами і художниками, та жоден з нових випусків не був настільки успішним, як оригінал.
У 1995 році Marvel випустила похмуру історію «Ruins», від сценариста Воррена Елліса і художників Кліффа і Терези Нільсен, яка отримали два випуски. У цій історії Шелдон досліджував всесвіт Marvel, який пустився жахливо неправильним шляхом.
У 2008 році розпочалося давно заплановане пряме продовження шестисерійною новою серією «Marvels: Eye of the Camera». Історія розпочинається з Шелдона який виходить на пенсію. Хоч Росс і не повернувся для цього продовження, але Бусіек усе ж таки став сценаристом, зі співавторством у ролі Роджера Стерн, у випусках #3-6. Місце Алекса Росса замінив художник Джей Анаклет.

## У інших медіа

### Телебачення
- Філ Шелдон робить камео-появу в дитячому мультсеріалі The Super Hero Squad Show в епізоді «This Al Dente Earth!» озвучений Чарлі Адлером. Він робить знімок Залізної людини, Срібного серфера, і Галактус після того як Срібний серфер переконує Галактуса не поглинати Землю.